# 石黒美幸
石黒 美幸（いしぐろ みゆき、1964年 - ）は、日本の弁護士。長島・大野・常松法律事務所パートナー弁護士、コロンビア大学法科大学院客員教授、環太平洋法曹協会事務総長等を歴任。

## 人物・経歴
鹿児島県立鶴丸高等学校卒業後、一橋大学法学部に進学。1988年旧司法試験合格。1989年大学卒業。高校・大学では軟式テニス部に所属。1991年東京弁護士会に弁護士登録し、常松簗瀬関根法律事務所（現長島・大野・常松法律事務所）入所。企業法務に詳しく、専門は金融。2人の子供の出産・育児を経て、1999年からパートナー。2004年コロンビア大学コロンビア・ロー・スクール客員教授。2006年ソニーコミュニケーションネットワーク株式会社取締役。2013年みらかホールディングス株式会社取締役、環太平洋法曹協会事務次長、2015年同事務総長。2016年総務省電波監理審議会委員、国立大学法人一橋大学経営協議会委員、レーザーテック株式会社監査役、2017年6月株式会社ベネッセホールディングス監査役。この間社団法人如水会理事、一般財団法人未来を創る財団理事等も歴任。

## 著作
- "How greenshoe options have developed in Japan"（共著）The IFLR Guide to Japan 2004 International Financial Law Review 2004年1月号別冊